# Жильцов, Александр Иванович
Александр Иванович Жильцов (1896—1941) — начальник Управления продовольственного снабжения РККА, коринтендант.

## Биография
Из русской крестьянской семьи. Член РКП(б) с сентября 1918. Окончив начальное городское училище, начал трудовую деятельность. В 1909—1914 работал мальчиком и подручным пекаря в пекарнях Москвы. В августе 1915 призван в армию. Участник Первой мировой войны. Воевал в составе 187-го Аварского пехотного полка. Последний чин в старой армии — рядовой.
В Красной Армии с марта 1918. Участник Гражданской войны на Западном фронте, в ходе которой занимал должности красноармейца 1-го Московского полка, секретаря партийной организации и военкома гаубичного дивизиона 8-й стрелковой дивизии, военкома 64-го стрелкового полка, начальника снабжения 8-й Минской стрелковой дивизии. В 1921—1924 начальник снабжения 5-й стрелковой дивизии, комиссар управления снабжения Западного фронта, военком 27-й Омской стрелковой дивизии. С августа 1924 по август 1925 слушатель Курсов усовершенствования высшего политсостава при Военно-политической академии имени Н. Г. Толмачёва.
С августа 1925 по ноябрь 1927 военком 4-го стрелкового корпуса, помощник командира 5-го стрелкового корпуса по политической части. В 1927—1928 помощник начальника курсов «Выстрел» по политчасти, с сентября 1928 по 1930 заместитель начальника Политуправления Среднеазиатского военного округа. С ноября 1930 по февраль 1932 заместитель начальника политуправления Белорусского военного округа. С февраля 1932 по июль 1935 помощник командующего войсками Белорусского военного округа по материальному обеспечению. С августа 1935 начальник Управления продовольственного снабжения РККА. В ноябре 1938 уволен в запас.

### Репрессии
Арестован 9 декабря 1938 года. Военной коллегией Верховного Суда СССР 8 мая 1939 по обвинению в принадлежности к военному заговору в РККА приговорён к 20 годам заключения в исправительно-трудовых лагерях. Умер в лагере в июне 1941 года. Определением Военной коллегии от 19 мая 1956 посмертно реабилитирован.